# تابع ثنائي
التابع الثنائي هو تابع ذو مدخلين اثنين أي أنه يرتبط بمتغيرين مستقلين
x و y ليعطينا ناتج ليكن z .
بلغة المجموعات إذا كانت X،Y،Z مجموعات مختلفة وقمنا بتعريف تابع من الجداء الديكارتي X في Y إلى Z : أي ان كل ثنائية مرتبة (x،y) ترتبط بعدد وحيد z حيث x عنصر من المجموعة X و y عنصر من المجموعة Y و z عنصر من المجموعة Z .